# Calle 13

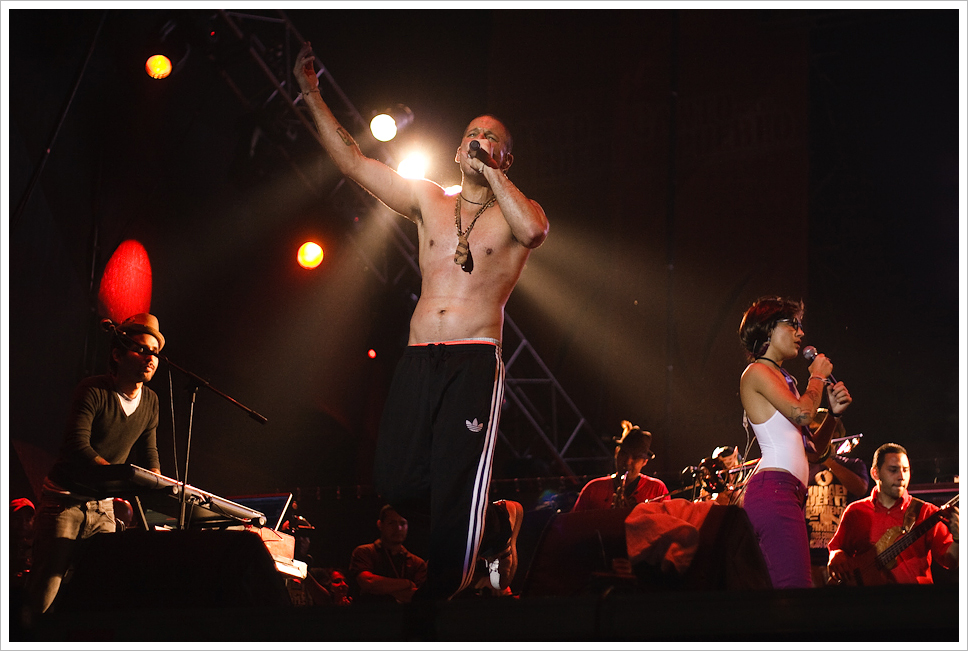
Calle 13 bei einem Konzert in Venezuela (2009)

Calle 13 ist ein puerto-ricanisches Rap-Duo, das mit dem Song Atrévete-te-te! („Trau dich!“) bekannt wurde. Die Band besteht aus René Pérez Joglar (* 23. Februar 1978 in Hato Rey, Puerto Rico) und seinem Stiefbruder Eduardo José Cabra Martínez (* 10. September 1978 in Santurce). Ihre Songs sind oft politisch motiviert und kritisieren vor allem die Haltung der USA. In den Song „Multi Viral“ (November 2013) haben sie die Originalstimme von Wikileaks-Gründer Julian Assange eingearbeitet.

## Leben
Als sie noch Kinder waren, besuchte Eduardo seinen Stiefbruder jede Woche in der 13. Straße, daher der Name Calle 13. Als René, genannt Residente, und Eduardo, genannt Visitante, erwachsen wurden, gründeten sie Calle 13.

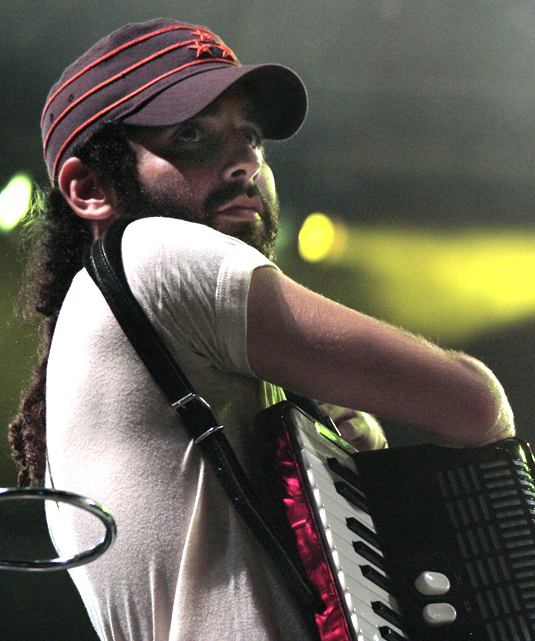
Visitante (2017)

Mit sechs Jahren wurde Eduardo von seiner Mutter der Suzuki-Methode des Musiklernens ausgesetzt, er fuhr fort mit Klavierunterricht bei José Acevedo. Kurz danach leitete er seine Studien in der Music Conservatry und der Manolo Acosto Schule der Kunst ein. Eduardo war dort ein Musterschüler und erarbeitet sich das Saxophon, die Flöte und selbstständig das Klavier. Später brachte Eduardo sich selber das Gitarrespielen bei. „Während meiner letzten Jahre in der Schule fing ich an, Musik in den Straßen zu spielen ... das brachte mich dazu, den Rhythmus der Straße ... Pop, Salsa, brasilianische Musik zu entdecken“, erinnert sich Eduardo. Er lernte Buchhaltung und IT Kommunikation in Pio Pledras, Recinto de Río. „Obwohl ich nie an einem anderen Feld gearbeitet habe, hat mich die Musik dazu gebracht, weiter zu machen“, behauptet er. Im Januar 2011 heiratete er die kubanische Sängerin Diana Fuentes.

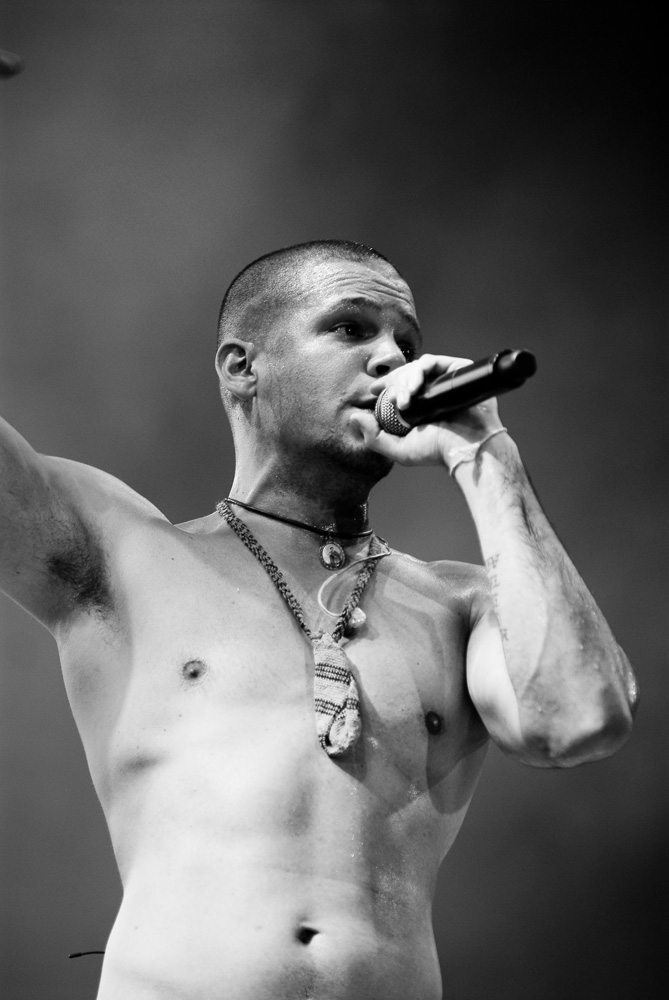
Residente (2009)

René wuchs damit auf, Gedichte, Filmskripte und Songs zu schreiben. Das führte dazu, dass er sich zu einem außergewöhnlichen Lyriker entwickelte. Seine Mutter, Flor Joglar, eine Schauspielerin, brachte ihn dazu, dass er Seifenopern, Bücher und Literatur liebt. Mit 14 Jahren musste er über bestimmte Themen in der Schule schreiben.
Später begann er die Freiheit, eigene Songs für seine eigene Erfüllung zu genießen. Er studierte fünf Jahre in der Escuela de Artes Plásticas in Puerto Rico und studierte noch Animation in der Savannah University, Georgia. René wohnte bereits in Spanien, den USA und in Puerto Rico und suchte Wege und Möglichkeiten, seinen künstlerischen Antrieb zu erfüllen. Er filmte Videos für Kunstgalerien und schrieb Lieder und einen kurzen Film über Moral und Vergnügen, der durch den Dadaismus beeinflusst wurde.
Im Jahr 2010 bekam die Band den Grammy Award for Best Latin Rock, Urban or Alternative Album für ihr Album Los de Atrás Vienen Conmigo, fünf Jahre später gewannen sie mit dem Album Multiviral dieselbe Auszeichnung ein zweites Mal.

## Diskografie
Alben
- 2005: Calle 13 (US: Platin)[1]
- 2007: Residente O Visitante
- 2008: Los De Atrás Vienen Conmigo
- 2010: Entren los que quieran
- 2014: Multi Viral (MX: Platin)

Singles
- 2005: Atrévete-Te-Te (ES: ×3Dreifachplatin )
- 2010: La Vuelta al Mundo (ES: Gold)
- 2010: Muerte en Hawaii (ES: Platin)
- 2014: Ojos Color Sol (mit Silvio Rodríguez, ES: Gold)